# Rácalmás vasútállomás
Rácalmás vasútállomás egy Fejér vármegyei vasútállomás, Rácalmás városában, a MÁV üzemeltetésében. A belterület nyugati széle közelében helyezkedik el, a 6-os főútról egy pár száz méteres, számozatlan bekötőúton érhető el.

## Vasútvonalak
Az állomást az alábbi vasútvonalak érintik:
- Pusztaszabolcs–Paks-vasútvonal

## Kapcsolódó állomások
A vasútállomáshoz az alábbi állomások vannak a legközelebb:
- Kulcs megállóhely (Pusztaszabolcs–Paks-vasútvonal)
- Dunaújváros külső megállóhely (Pusztaszabolcs–Paks-vasútvonal)

## Forgalom
| Járat | Útvonal | Gyakoriság                                                                               |
| ----- | --- | ---------------------------------------------------------------------------------------- |
| S42   | Budapest-Déli – Budapest-Kelenföld – Budafok – Háros – Budatétény – Barosstelep – Nagytétény-Diósd – Érdliget – Érd felső – Érd – Százhalombatta – Dunai Finomító – Ercsi – Iváncsa – Pusztaszabolcs – Adony – Kulcs – Rácalmás – Dunaújváros | Budapest felé reggel óránként, délután 3 óránként; Dunaújváros felé délután 1-4 óránként |
| Z42   | Budapest-Déli – Budapest-Kelenföld – Érd felső – Százhalombatta – Iváncsa – Pusztaszabolcs – Adony – Kulcs – Rácalmás – Dunaújváros | Munkanapokon napi 3 Dunaújváros felé, napi 2 Budapest felé                               |